# Aquilonastra marshae
Aquilonastra marshae is een zeester uit de familie Asterinidae.
De wetenschappelijke naam van de soort werd in 2006 gepubliceerd door O'Loughlin & Rowe.
De soort wordt op de rotsige kusten van El-Monkateaa en El-Dagal in het Egyptische beschermde natuurgebied Naqb aan de Golf van Aqaba aangetroffen.